# J. Emile Verret
J. Emile Verret (* 13. September 1885 im Iberia Parish, Louisiana; † 9. Februar 1965) war ein US-amerikanischer Politiker. Zwischen 1944 und 1948 war er Vizegouverneur des Bundesstaates Louisiana.

## Werdegang
Emile Verret besuchte die öffentlichen Schulen seiner Heimat. Im Jahr 1905 absolvierte er das Southwestern Louisiana Industrial Institute, die heutige University of Louisiana in Lafayette. Außerdem studierte er am Soule Business College in New Orleans. Danach betrieb er in New Iberia ein Warenhaus. Seit 1928 war er auch in der Versicherungsbranche tätig. Politisch schloss er sich der Demokratischen Partei an. Zwischen 1914 und 1943 fungierte er als Präsident des Schulausschusses im Iberia Parish.
1944 wurde Verret an der Seite von Jimmie Davis zum Vizegouverneur von Louisiana gewählt. Dieses Amt bekleidete er zwischen 1944 und 1948. Dabei war er Stellvertreter des Gouverneurs und Vorsitzender des Staatssenats. Bei den Vorwahlen hatte er den favorisierten Earl Long überraschend geschlagen. Im Jahr 1948 wurde er nicht wiedergewählt. Verret war Mitglied mehrerer Organisationen und Vereinigungen. Er starb am 9. Februar 1965.